# 아마노 스즈
아마노 스즈(일본어: 天野 紗, 2004년 2월 18일 ~ )는 일본의 여자 축구 선수이다.

## 구단 경력
2022년 WE리그의 INAC 고베 레오네사에 입단하였다.

## 국가대표팀 경력
그녀는 2022년 FIFA U-20 여자 월드컵에 참가할 일본 U-20 국가대표팀에 발탁되었으며, 6경기에 출전, 1득점을 기록했으며 준우승에 기여했다.
2022년 아시안 게임에 참가할 일본 국가대표 B팀에 발탁되었으며, 일본이 우승을 달성하는데 크게 기여하였다.
2024년 FIFA U-20 여자 월드컵에도 출전했다. 5경기에 출전, 준우승에 기여했다.